# Margit Carstensen
Margit Carstensen (født 29. februar 1940 i Kiel, død 1. juni 2023 i Heide) var en tysk skuespiller, der især er kendt for sine roller i en række af Rainer Werner Fassbinders film fra 1970'erne. Hun spillede desuden med i flere film af Christoph Schlingensief og Leander Haussman, lige som hun spillede teater.

## Tidlige teaterkarriere
Carstensen var datter af en læge og voksede op i fødebyen Kiel. Efter sin studentereksamen i 1958 begyndte hun som teaterelev på Hochschule für Musik og Theater i Hamburg. Efter endt uddannelse fik hun roller på flere vesttyske scener, inden hun i 1965 fik en fireårig ansættelse på Deutsches Schauspielhaus i Hamburg. Her spillede hun hovedroller i stykker af blandt andet John Osborne og spanske Lope de Vega.
I 1969 var hun en stjerne på den nordtyske teaterscene, og hun mødte første gang Rainer Werner Fassbinder. Han var hendes instruktør i Cafeen af Carlo Goldoni (tv-udgave, 1970) og gjorde hende kendt i hele Vesttyskland. Derpå spillede hun seriemorderen Geesche Gottfried i uropførelsen af Fassbinders eget stykke, Bremer Freiheit (tv-udgave, 1972), fulgt af titelrollen i Nora Helmer, en modernisering af Ibsens Et dukkehjem.
1973-1976 var hun fast engageret på Staatstheater i Darmstadt, fulgt af nogle år på Staatliche Schauspielbühnen i Vestberlin. Senere arbejdede hun i Stuttgart med instruktøren Hansgünther Heyme, og hun spillede teater flere steder i Tyskland til op i 2010'erne.

## Filmkarriere
Uden for Tyskland var Carstensen nok mest kendt for sine roller i en række af Fassbinders film. Hun havde således titelrollerne i Petra von Kants bitre tårer (1972) og Martha (1974) og havde betydelige roller i film som Mutter Küsters' himmelfart (1975), Satans yngel (1976), Kinesisk roulette (1976) og Den tredje generation (1979). Desuden medvirkede hun i nogle af Fassbinders store tv-serier: Otte timer er ikke hele dagen (1972-1973) og Berlin Alexanderplatz (1980) samt en række af hans tv-film.
Af andre film kan nævnes Agnieszka Hollands Bitter høst (1985), Christoph Schlingensiefs 100 Jahre Adolf Hitler - Die letzte Stunde im Führerbunker (1989) og Terror 2000 - Intensivstation Deutschland (1992).
Hun medvirkede også i flere tv-film, blandt andet i enkelte episoder af Derrick og Tatort - i sidstnævnte i et afsnit fra 2016 sammen med andre af Fassbinders faste kvindelige skuespillere som Hanna Schygulla og Irm Hermann.